# Montamel
Montamel, Montamèl en occitan, est une commune française, située dans le centre du département du Lot en région Occitanie.
Elle est également dans la Bouriane, une région naturelle sablonneuse et collinaire couverte de forêt avec comme essence principale des châtaigniers.
Exposée à un climat océanique altéré, elle est drainée par divers petits cours d'eau. Incluse dans le bassin de la Dordogne, la commune possède un patrimoine naturel remarquable composé de deux zones naturelles d'intérêt écologique, faunistique et floristique.
Montamel est une commune rurale qui compte 91 habitants en 2022, après avoir connu un pic de population de 450 habitants en 1851.  Elle fait partie de l'aire d'attraction de Cahors. Ses habitants sont appelés les Montamelois ou  Montameloises.

## Géographie
Commune située dans le Quercy en Bouriane.

### Communes limitrophes
Les communes limitrophes sont  Frayssinet, Gigouzac, Lamothe-Cassel, Mechmont, Peyrilles, Saint-Germain-du-Bel-Air et Ussel.
| Saint-Germain-du-Bel-Air | Frayssinet |                |
| Peyrilles                | Montamel   | Lamothe-Cassel |
| Gigouzac                 | Mechmont   | Ussel          |

### Climat
Pour des articles plus généraux, voir Climat de l'Occitanie et Climat du Lot.
En 2010, le climat de la commune est de type climat océanique altéré, selon une étude s'appuyant sur une série de données couvrant la période 1971-2000. En 2020, Météo-France publie une typologie des climats de la France métropolitaine dans laquelle la commune est toujours exposée à un climat océanique altéré et est dans la région climatique Ouest et nord-ouest du Massif Central, caractérisée par une pluviométrie annuelle de 900 à 1 500 mm, maximale en automne et en hiver.
Pour la période 1971-2000, la température annuelle moyenne est de 11,6 °C, avec une amplitude thermique annuelle de 15,3 °C. Le cumul annuel moyen de précipitations est de 942 mm, avec 11,2 jours de précipitations en janvier et 6,8 jours en juillet. Pour la période 1991-2020, la température moyenne annuelle observée sur la station météorologique la plus proche, située sur la commune de Gourdon à 15 km à vol d'oiseau, est de 13,1 °C et le cumul annuel moyen de précipitations est de 823,0 mm,. Pour l'avenir, les paramètres climatiques de la commune estimés pour 2050 selon différents scénarios d’émission de gaz à effet de serre sont consultables sur un site dédié publié par Météo-France en novembre 2022.

### Milieux naturels et biodiversité

#### Espaces protégés
La protection réglementaire est le mode d’intervention le plus fort pour préserver des espaces naturels remarquables et leur biodiversité associée,.
La commune fait partie de la zone de transition du bassin de la Dordogne, un territoire d'une superficie de 1 880 258 ha reconnu réserve de biosphère par l'UNESCO en juillet 2012,.

#### Zones naturelles d'intérêt écologique, faunistique et floristique
L’inventaire des zones naturelles d'intérêt écologique, faunistique et floristique (ZNIEFF) a pour objectif de réaliser une couverture des zones les plus intéressantes sur le plan écologique, essentiellement dans la perspective d’améliorer la connaissance du patrimoine naturel national et de fournir aux différents décideurs un outil d’aide à la prise en compte de l’environnement dans l’aménagement du territoire.
Une ZNIEFF de type 1 est recensée sur la commune :
les « ruisseaux du Bondou, de la Jonquière et bois des Dames » (493 ha), couvrant 3 communes du département et une ZNIEFF de type 2, : 
la « vallée du Vert » (4 238 ha), couvrant 17 communes du département.

Cartes des ZNIEFF de type 1 et 2 à Montamel.
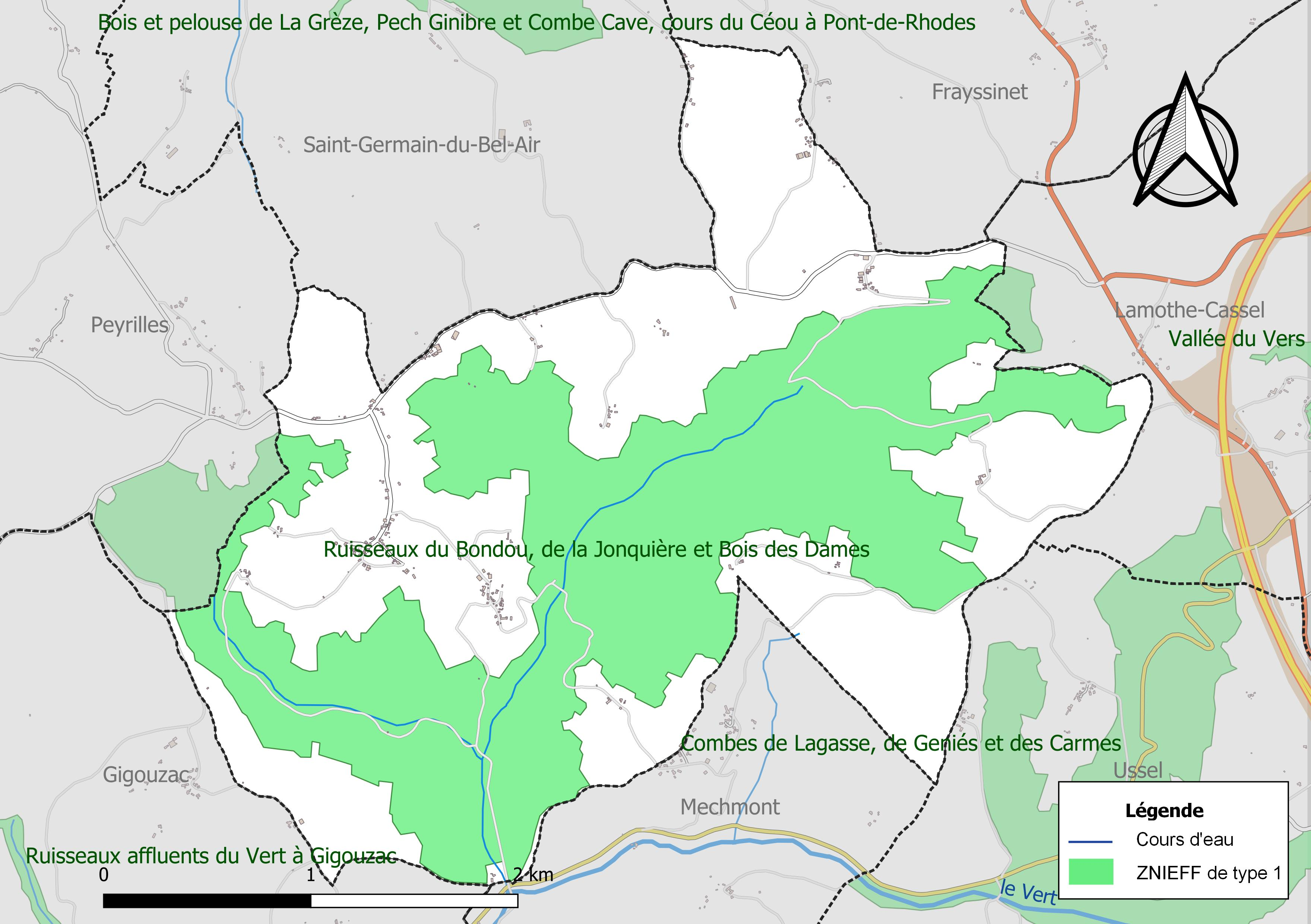
Carte de la ZNIEFF de type 1 sur la commune.
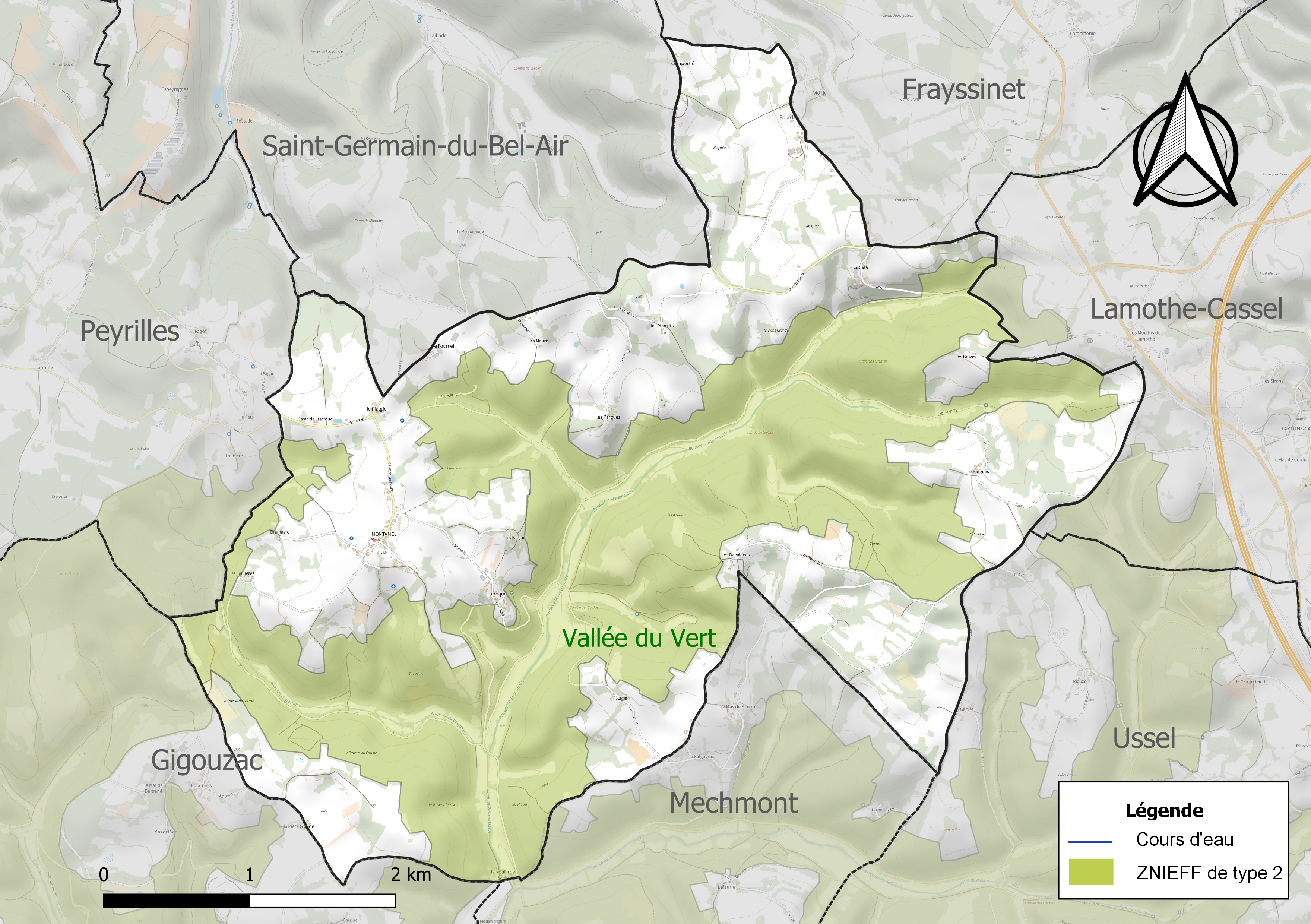
Carte de la ZNIEFF de type 2 sur la commune.

## Urbanisme

### Typologie
Au 1er janvier 2024, Montamel est catégorisée commune rurale à habitat très dispersé, selon la nouvelle grille communale de densité à sept niveaux définie par l'Insee en 2022.
Elle est située hors unité urbaine. Par ailleurs la commune fait partie de l'aire d'attraction de Cahors, dont elle est une commune de la couronne,. Cette aire, qui regroupe 78 communes, est catégorisée dans les aires de 50 000 à moins de 200 000 habitants,.

### Occupation des sols
L'occupation des sols de la commune, telle qu'elle ressort de la base de données européenne d’occupation biophysique des sols Corine Land Cover (CLC), est marquée par l'importance des forêts et milieux semi-naturels (59,8 % en 2018), une proportion sensiblement équivalente à celle de 1990 (59,7 %). La répartition détaillée en 2018 est la suivante : 
forêts (59,8 %), prairies (36,2 %) et zones agricoles hétérogènes (4 %). L'évolution de l’occupation des sols de la commune et de ses infrastructures peut être observée sur les différentes représentations cartographiques du territoire : la carte de Cassini (XVIIIe siècle), la carte d'état-major (1820-1866) et les cartes ou photos aériennes de l'IGN pour la période actuelle (1950 à aujourd'hui).

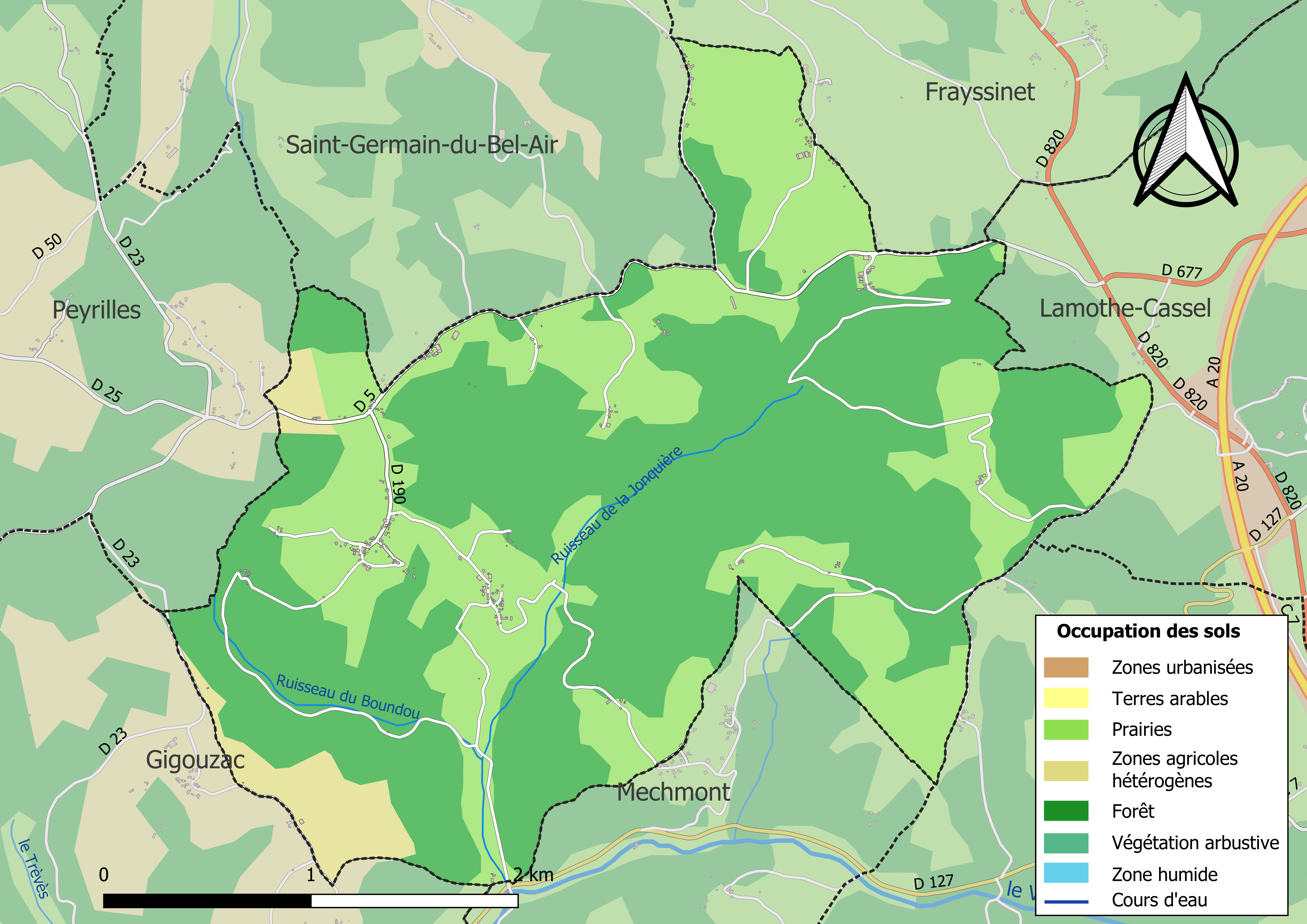
Carte des infrastructures et de l'occupation des sols de la commune en 2018 (CLC).

### Risques majeurs
Le territoire de la commune de Montamel est vulnérable à différents aléas naturels : météorologiques (tempête, orage, neige, grand froid, canicule ou sécheresse), inondations, feux de forêts, mouvements de terrains et séisme (sismicité très faible). Un site publié par le BRGM permet d'évaluer simplement et rapidement les risques d'un bien localisé soit par son adresse soit par le numéro de sa parcelle.
Certaines parties du territoire communal sont susceptibles d’être affectées par le risque d’inondation par débordement de cours d'eau, notamment La cartographie des zones inondables en ex-Midi-Pyrénées réalisée dans le cadre du XIe Contrat de plan État-région, visant à informer les citoyens et les décideurs sur le risque d’inondation, est accessible sur le site de la DREAL Occitanie. La commune a été reconnue en état de catastrophe naturelle au titre des dommages causés par les inondations et coulées de boue survenues en 1982, 1993 et 1999,.
Montamel est exposée au risque de feu de forêt. Un plan départemental de protection des forêts contre les incendies a été approuvé par arrêté préfectoral le 30 novembre 2015 pour la période 2015-2025. Les propriétaires doivent ainsi couper les broussailles, les arbustes et les branches basses sur une profondeur de 50 mètres, aux abords des constructions, chantiers, travaux et installations de toute nature, situées à moins de 200 mètres de terrains en nature
de bois, forêts, plantations, reboisements, landes ou friches. Le brûlage des déchets issus de l’entretien des parcs et jardins des ménages et des collectivités est interdit. L’écobuage est également interdit, ainsi que les feux de type méchouis et barbecues, à l’exception de ceux prévus dans des installations fixes (non situées sous couvert d'arbres) constituant une dépendance d'habitation.

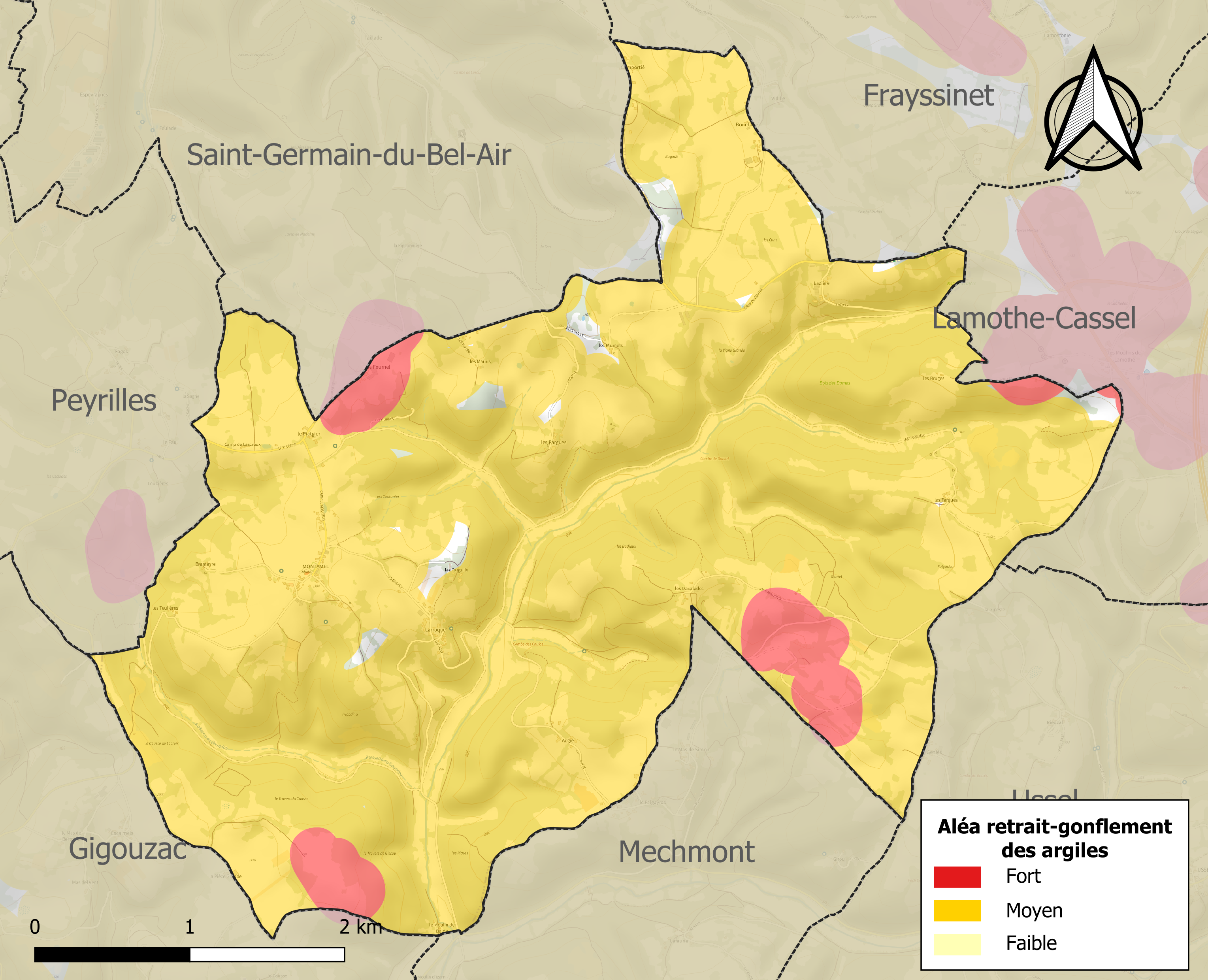
Carte des zones d'aléa retrait-gonflement des sols argileux de Montamel.

Les mouvements de terrains susceptibles de se produire sur la commune sont des affaissements et effondrements liés aux cavités souterraines (hors mines), des éboulements, chutes de pierres et de blocs, des glissements de terrain et des tassements différentiels. Par ailleurs, afin de mieux appréhender le risque d’affaissement de terrain, l'inventaire national des cavités souterraines permet de localiser celles situées sur la commune.
Le retrait-gonflement des sols argileux est susceptible d'engendrer des dommages importants aux bâtiments en cas d’alternance de périodes de sécheresse et de pluie. 98,3 % de la superficie communale est en aléa moyen ou fort (67,7 % au niveau départemental et 48,5 % au niveau national). Sur les 79 bâtiments dénombrés sur la commune en 2019, 77 sont en aléa moyen ou fort, soit 97 %, à comparer aux 72 % au niveau départemental et 54 % au niveau national. Une cartographie de l'exposition du territoire national au retrait gonflement des sols argileux est disponible sur le site du BRGM,.
Par ailleurs, afin de mieux appréhender le risque d’affaissement de terrain, l'inventaire national des cavités souterraines permet de localiser celles situées sur la commune.
Concernant les mouvements de terrains, la commune a été reconnue en état de catastrophe naturelle au titre des dommages causés par la sécheresse en 2009 et 2019 et par des mouvements de terrain en 1999.

## Toponymie
Le toponyme Montamel (en occitan Montamèl) est basé sur le mot latin montem qui désigne un endroit élevé et un nom de famille germanique Amel, Amal ayant un sens de laborieux ou de zélé.

## Histoire
Par un décret du 1er juin 1870, la commune obtient les hameaux de Bourdarie et Comportié aux dépens de Freyssinet.

## Politique et administration

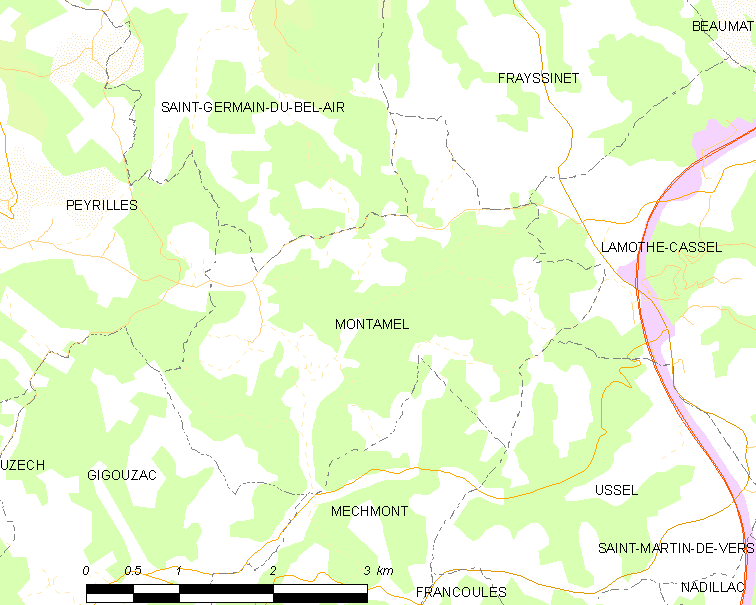
Carte du territoire communal.

| Période                                  | Période                   | Identité               | Étiquette | Qualité |
| ---------------------------------------- | ------------------------- | ---------------------- | --------- | ------- |
| 1798                                     | 1802                      | Joseph Baldy           |           |         |
| 1852                                     | 1856                      | Louis Cavalie          |           |         |
| 1856                                     | 1867                      | Louis Praddaude        |           |         |
| 1867                                     | 1870                      | Louis Cavalie          |           |         |
| 1870                                     | 1877                      | François Reilhe        |           |         |
| 1877                                     | 1881                      | Firmin Arene           |           |         |
| 1881                                     | 1888                      | Antoine Delsoy         |           |         |
| 1888                                     | 1896                      | M. Praddaude           |           |         |
| 1896                                     | 1902                      | E. Andral              |           |         |
| 2001                                     | 2014                      | Yves Loubières         |           |         |
| 2014                                     | En cours (au 25 mai 2020) | Jean François Belivent |           |         |
| Les données manquantes sont à compléter. |                           |                        |           |         |

## Démographie
L'évolution du nombre d'habitants est connue à travers les recensements de la population effectués dans la commune depuis 1793. Pour les communes de moins de 10 000 habitants, une enquête de recensement portant sur toute la population est réalisée tous les cinq ans, les populations de référence des années intermédiaires étant quant à elles estimées par interpolation ou extrapolation. Pour la commune, le premier recensement exhaustif entrant dans le cadre du nouveau dispositif a été réalisé en 2005.

En 2022, la commune comptait 91 habitants, en évolution de −14,95 % par rapport à 2016 (Lot : +1,31 %, France hors Mayotte : +2,11 %).
| 1793 | 1800 | 1851 | 1856 | 1861 | 1866 | 1872 | 1876 | 1881 |
| ---- | ---- | ---- | ---- | ---- | ---- | ---- | ---- | ---- |
| 427  | 327  | 450  | 405  | 335  | 312  | 360  | 362  | 323  |

| 1886 | 1891 | 1896 | 1901 | 1906 | 1911 | 1921 | 1926 | 1931 |
| ---- | ---- | ---- | ---- | ---- | ---- | ---- | ---- | ---- |
| 323  | 292  | 269  | 231  | 225  | 206  | 167  | 183  | 159  |

| 1936 | 1946 | 1954 | 1962 | 1968 | 1975 | 1982 | 1990 | 1999 |
| ---- | ---- | ---- | ---- | ---- | ---- | ---- | ---- | ---- |
| 136  | 122  | 115  | 110  | 100  | 73   | 78   | 76   | 98   |

| 2005 | 2006 | 2010 | 2015 | 2020 | 2022 | - | - | - |
| ---- | ---- | ---- | ---- | ---- | ---- | - | - | - |
| 100  | 97   | 96   | 106  | 94   | 91   | - | - | - |

## Économie

### Emploi
|                | 2008  | 2013   | 2018  |
| -------------- | ----- | ------ | ----- |
| Commune        | 5,4 % | 11,7 % | 3,9 % |
| Département    | 7,3 % | 8,9 %  | 9,6 % |
| France entière | 8,3 % | 10 %   | 10 %  |

En 2018, la population âgée de 15 à 64 ans s'élève à 56 personnes, parmi lesquelles on compte 80,4 % d'actifs (76,5 % ayant un emploi et 3,9 % de chômeurs) et 19,6 % d'inactifs,. Depuis 2008, le taux de chômage communal (au sens du recensement) des 15-64 ans est inférieur à celui de la France et du département.
La commune fait partie de la couronne de l'aire d'attraction de Cahors, du fait qu'au moins 15 % des actifs travaillent dans le pôle,. Elle compte 15 emplois en 2018, contre 7 en 2013 et 13 en 2008. Le nombre d'actifs ayant un emploi résidant dans la commune est de 43, soit un indicateur de concentration d'emploi de 34,2 % et un taux d'activité parmi les 15 ans ou plus de 47,1 %.
Sur ces 43 actifs de 15 ans ou plus ayant un emploi, 9 travaillent dans la commune, soit 21 % des habitants. Pour se rendre au travail, 82,1 % des habitants utilisent un véhicule personnel ou de fonction à quatre roues, 5,1 % les transports en commun et 12,8 % n'ont pas besoin de transport (travail au domicile).

### Activités hors agriculture
8 établissements sont implantés  à Montamel au 31 décembre 2019.
Le secteur de l'industrie manufacturière, des industries extractives et autres est prépondérant sur la commune puisqu'il représente 37,5 % du nombre total d'établissements de la commune (3 sur les 8 entreprises implantées  à Montamel), contre 14 % au niveau départemental.

### Agriculture
|               | 1988 | 2000 | 2010 | 2020 |
| ------------- | ---- | ---- | ---- | ---- |
| Exploitations | 11   | 10   | 8    | 5    |
| SAU (ha)      | 290  | 523  | 366  | 321  |

La commune est dans les Causses », une petite région agricole occupant une grande partie centrale du département du Lot. En 2020, l'orientation technico-économique de l'agriculture  sur la commune est la polyculture et/ou le polyélevage. Cinq exploitations agricoles ayant leur siège dans la commune sont dénombrées lors du recensement agricole de 2020 (onze en 1988). La superficie agricole utilisée est de 321 ha,,.

## Culture locale et patrimoine

### Lieux et monuments
- Église de l'Assomption de Montamel.

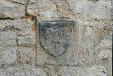
Montamel détail croix église.

- Des quatre châteaux qu'il y avait à Montamel avant la révolution, un seul a été épargné, celui de Laroque, situé au hameau de ce nom.

Par les réparations successives, il est assez difficile de concevoir ce qu'il était autrefois. Outre des constructions récentes, il comprend une cour intérieure entourée de deux corps de logis rectangulaires et parallèles, reliés par deux murs et flanqués de deux tours rondes. Ces tours placées aux angles intérieurs et alors plus élevés, sont aujourd'hui ramenées au niveau des autres constructions.
L'un des corps de bâtiment est appuyé au sud-est sur le mur d'enceinte qui entoure le reste de l'habitation d'un vaste rectangle, en laissant libre au S-O et N-E deux assez grands espaces carrés.
C'est dans la cour de ce dernier côté, en face des tours, que se trouve la porte d'entrée. Elle est pratiquée en forme de voûte dans un massif de maçonnerie et était défendue autrefois par d'épais battants de bois dur (actuellement il n'y a plus qu'une claire-voie) : au-dessus et à côté de cette porte, des salles qui pouvaient recevoir un certain nombre de défenseurs.
À part quelques meurtrières, dont deux se voient encore à l'une des tours, toutes les ouvertures autres que les portes consistaient en trous carrés ou rectangulaires plus ou moins grands, et garantis par des meneaux de fer.
Les murailles sont bâties de pierres plates liées avec du mortier, sauf les baies et les angles des murs où entre la pierre de taille. Ce n'était donc point un château fort proprement dit, et il ne pouvait pas offrir une grande résistance, même à l'époque où les armes à feu étaient inconnues.
En outre, comme on n'y trouve aucune trace de fossé; qu'on n'y voit pas de moucharabis, ni de créneaux (à moins que la courtine qui relie les deux tours et dont la partie supérieure est démolie, ne fût crénelée), que le plein cintre y est exclusivement employée;  que les nervures de voûtes d'arête ne se montrent nulle part, il est assez probable que ce château date du XIIe siècle.
Grille de bois qui permet de voir sans être vu. (d'origine musulmane)
Quant aux trois autres châteaux, il n'en reste aucun vestige apparent.
- Le château de Montamel, appelé aussi château des Cuisines, était situé à l'ouest du village…